# Segunda Poética
Segunda Poética es como se conoce a la segunda parte de la obra Poética, de Aristóteles, en la cual se trataría de los estudios sobre la comedia como un medio de la liberación anímica (catarsis).
Sobre el Segundo libro de Poética se ha especulado mucho, se afirma que nunca se ha escrito, que se extravió durante la Edad Media o que se trataba solo de un escrito de un comentarista de la obra aristotélica.
Existe un documento bizantino del siglo X llamado Tractatus Coislinianusen el que se resume un posible contenido de la obra.